# Rue Joanès
La rue Joanès est une voie du 14e arrondissement de Paris, en France.

## Situation et accès
La rue Joanès est une voie publique située dans le 14e arrondissement de Paris. Elle débute au 54, rue de l'Abbé-Carton et se termine au 7, rue Boulitte.

## Origine du nom
La rue tire son nom de celui d'un ancien propriétaire.

## Historique
La rue Joanès a pris sa dénomination en 1884 lors de son ouverture.
Au no 13 se trouvait le siège social de la société Au planteur de Caïffa. 